# Muenke-Syndrom
Das Koronarnahtsynostose-Syndrom, auch Muenke-Syndrom genannt, ist eine sehr seltene angeborene Form einer Kraniosynostose, die Koronarnaht betreffend mit zusätzlichen Veränderungen der Hand- und Fußwurzelknochen.
Die Bezeichnung bezieht sich auf die Erstbeschreibung im Jahre 1997 durch M. Muenke und Mitarbeiter.

## Verbreitung
Die Häufigkeit ist nicht bekannt, die Vererbung erfolgt autosomal-dominant.

## Ursache
Der Erkrankung liegen Mutationen im FGFR3-Gen im Chromosom 4 am Genort p16.3 zugrunde.

## Klinische Erscheinungen
Durch den vorzeitigen Verschluss der Koronarnaht ergibt sich eine veränderte Kopf- und Gesichtsform, Brachyzephalie bei beidseitiger Synostose, Plagiozephalie bei einseitigem Nahtverschluss.
An den Extremitäten finden sich häufig Fusionen von Hand- und Fußwurzelknochen, Brachydaktylie oder Zapfenepiphysen.
Es wurde eine Assoziation mit Osteochondromen beschrieben.

## Diagnose
Eine Koronarnahtsynostose tritt bei etwa 1 von 15.000 Neugeborenen auf. Für das Muenke-Syndrom bedarf es des Nachweises der Genmutation.
Sonographisch kann die Diagnose bereits im Mutterleibe vermutet werden.

## Differentialdiagnose
Abzugrenzen sind die klinisch ähnlichen Veränderungen beim Pfeiffer-Syndrom, dem Jackson-Weiss-Syndrom, dem Keipert-Syndrom und dem Saethre-Chotzen-Syndrom.

## Therapie
Die Behandlung beschränkt sich wie bei allen Kraniosynostosen darauf, vermehrten Druck auf Gehirn und Hirnnerven gegebenenfalls durch eine Operation zu beseitigen.